# India, India
«India, India» es una canción escrita por John Lennon y grabada en 1980, pero no publicada hasta 2010 en la caja recopilatoria John Lennon Signature Box. La canción, juntó a "Now and Then", también fue presentada en el  musical Lennon, de 2005.

## Historia
Esta canción fue escrita originalmente en 1969 durante las sesiones de The Ballad of John and Yoko. "India, India" era una de las dos canciones previamente inéditas publicadas en el box set John Lennon Signature Box en 2010 (el otro tema fue "One of the boys"). La canción fue inspirada por la estadía de The Beatles en la India en 1968.